# Ilindensko-preobraženské povstání
Ilindenské povstání (bulharsky Илинденско-Преображенско въстание, makedonsky Илинденско востание) bylo vzpourou bulharského obyvatelstva proti osmanské moci v Makedonii. Název povstání odkazuje na Ilinden, název Eliášových dnů, a na Preobraženie, což znamená Proměnění. Organizátorem byla bulharská militantní organizace VMRO, která se proslavila řadou útoků na turecké cíle. Útoky vzbouřenců se soustředily především na infrastrukturu (narušení telegrafního a železničního spojení) a symboly osmanské moci (domy tureckých správců). Povstalcům se podařilo obsadit řadu oblastí a vyhlásit tzv. Kruševskou republiku. Vzpoura trvala od začátku srpna do konce října a pokrývala rozsáhlé území od východního pobřeží Černého moře až k břehům Ohridského jezera. Ta však měla pouze krátkého trvání. Turci totiž povstání velmi tvrdě potlačili – mnoho tisíc lidí bylo zabito, řada vesnic vypálena a celé kraje zpustošeny. Potlačení celé vzpoury se účastnilo na 20 tisíc tureckých vojáků, kteří obklíčili Kruševo, centrum povstaleckých aktivit. Proti nim se mohlo postavit pouze 1 200 vzbouřenců. Ti navíc nezískali podporu ze zahraničí a byli velmi špatně vyzbrojeni. Ilindenské povstání tak bylo potlačeno již 10. srpna 1903.
Povstání v oblasti Makedonie zasáhlo většinu střední a jihozápadní části Monastir Vilayet, kde dostalo podporu hlavně místních bulharských rolníků, a do určité míry i Aromanská populace regionu. Prozatímní vláda byla ustanovena ve městě Kruševo, kde povstalci 12. srpna vyhlásili Kruševskou republiku, která byla zaplavena již po deseti dnech.  Dne 19. srpna vedlo úzce související povstání organizované bulharskými rolníky v Adrianople Vilayet k osvobození velkého území v pohoří Strandža a vytvoření prozatímní vlády ve Vassiliku ve Strandžské republice. To trvalo asi dvacet dní, než byli Turci potlačeni.  Povstání pohltilo také vilayety v Kosovu a Soluni.
V době, kdy povstání začalo, mnoho z jeho nejslibnějších potenciálních vůdců, včetně Ivana Garvanova a Gotse Delcheva, již bylo Osmany zatčeno nebo zabito a úsilí bylo za pár měsíců zrušeno. Přeživším se podařilo v příštích několika letech udržovat partyzánskou kampaň proti Turkům, ale její větší účinek spočíval v tom, že přesvědčil evropské mocnosti, aby se pokusily přesvědčit osmanského sultána, že musí vůči svým křesťanským subjektům v Evropě zaujmout uklidňující postoj.

## Předehra
Na přelomu 20. století se Osmanská říše rozpadala a země, které držely ve východní Evropě více než 500 let, přecházely k novým vládcům. Makedonie a Thrákie byly regiony neurčitých hranic sousedících s nedávno nezávislými řeckými, bulharskými a srbskými státy, ale samy o sobě byly stále pod kontrolou osmanských Turků. Každý ze sousedních států založil nároky na Makedonii a Thrákii na základě různých historických a etnických složení. Populace však byla velmi smíšená a konkurenční historické nároky byly založeny na různých říších v dávné minulosti. Soutěž o kontrolu se uskutečňovala převážně prostřednictvím propagandistických kampaní zaměřených na získání místního obyvatelstva a probíhala převážně prostřednictvím kostelů a škol. Místní skupiny a tři konkurenční vlády také podporovaly různé skupiny žoldáků. 

## Ilindenské povstání
Popis dat a podrobností povstání zaznamenal anarchistický autor Georgi Khadziev, který přeložil Will Firth. Dne 28. července byla zpráva rozeslána revolučním hnutím, ačkoli tajemství bylo uchováno až do poslední chvíle. Povstání začalo v noci 2. srpna a zahrnovalo velké regiony v Bitola a okolí, kolem jihozápadu dnešní Makedonie a některých severů Řecka. Té noci a brzy ráno bylo město Kruševo napadeno a zajato 800 povstalci. Současně po třech dnech bojů, po nichž následovalo obléhání od 5. srpna, bylo město Smilevo zajato povstalci. Město Kleisoura poblíž Kastorie dobyli povstalci asi 5. srpna. 14. srpna pod vedením Nikoly Puškarova některé skupiny poblíž Skopje zaútočily a vykolejily vojenský vlak. V Razlogu se obyvatelstvo připojilo k povstání. To bylo dále na východ, v Pirin Makedonii v dnešním Bulharsku. 
4. srpna byla pod vedením Nikoly Kareva zřízena místní správa s názvem Kruševská republika. Téhož dne a následujícího dne se turecké jednotky neúspěšně pokusily dobýt Kruševo.  12. srpna, po bitvě u Slivy, síla 3 500 osmanských vojáků dobyla a spálila Kruševo. Drželi ho povstalci jen deset dní. Kleisoura byl nakonec Osmany znovu dobyt 27. srpna
Mezi další zapojené regiony patřily Ohrid, Florina a Kičevo. V soluňském regionu byly operace mnohem omezenější a bez většího místního zapojení, částečně kvůli neshodám mezi frakcemi Interní makedonské revoluční organizace (IMRO). Také v oblasti Prilepu, bezprostředně na východ od Bitoly, nedošlo k žádnému povstání.
Důvodem, proč bylo povstání strategicky vybráno v bitevním vilayetu a v širší jihozápadní oblasti Makedonie, bylo to, že se nacházelo nejdále od Bulharska a pokoušelo se před Velmoci ukázat, že povstání bylo čistě makedonské charakter a jev. Podle jednoho ze zakladatelů IMARO – Petara Poparsova byla myšlenka držet si odstup od Bulharska proto, že jakékoli podezření na jeho rušení mohlo poškodit obě strany: Bulharsko i organizaci. Povstání se ve skutečnosti brzy rozšířilo do přilehlých vilayetů v Kosovu, Soluni a Adrianopole (v Thrákii).

### Krastovdenské povstání
- Milice působící v oblasti Serres, vedené Yanem Sandanskim a povstaleckou jednotkou Nejvyššího výboru, zadržovaly velké turecké síly. Tyto akce začaly v den Křížového svátku (bulharský Krastovden, 27. září) a nezahrnovaly místní obyvatelstvo tolik jako v jiných regionech a byly na východ od Monastiru a na západ od Thrákie.[20]

V oblastech zahrnujících povstání z roku 1903 byli albánští vesničané v situaci, kdy byli buď ohroženi četou IMRO, nebo byli přijati osmanskými úřady, aby povstání ukončili.

## Preobrazhenie povstání
Podle Khadzieva bylo hlavním cílem povstání v Thrákii podpora povstání dále na západ, zapojením tureckých vojsk a zabráněním jejich přesunu do Makedonie. Mnohé z těchto operací byly diverzní, ačkoli bylo zabito několik vesnic, a oblast ve Strandži byla držena asi dvacet dní. Tomu se někdy říká Strandžova republika nebo Strandžova komuna, ale podle Khadzieva nikdy neexistovala otázka státní moci v regionu Thrákie.
- Ráno 19. srpna byly provedeny útoky na vesnice v celém regionu, včetně Vasilika (nyní Carevo), Stoilova (poblíž Malko Tarnovo) a vesnic poblíž Edirne.
- 21. srpna byl vyhozen do povětří přístavní maják v Igneadě.
- Kolem 3. září začala silná osmanská síla znovu prosazovat jejich kontrolu.
- 8. září Turci obnovili kontrolu a čistili.

### Povstání pohoří Rhodope
V pohoří Rhodope v západní Thrákii se povstání projevilo pouze v odklonech některých cheta v oblastech Smolyan a Dedeagach.

## Následky
Reakce osmanských Turků na povstání byla reakce ohromné síly. Jedinou nadějí pro povstalce byl vnější zásah, a to nikdy nebylo politicky proveditelné. Přestože byly akce bulharskými zájmy upřednostňovány, byla samotná bulharská vláda povinna před povstáními postavit makedonské povstalecké skupiny mimo zákon a usilovat o zatčení svých vůdců. To byla podmínka diplomacie s Ruskem. Slábnoucí Osmanská říše se s nestabilitou vypořádala pomstou místního obyvatelstva, které rebely podporovalo. Samotné ztráty během vojenských kampaní byly poměrně malé, ale poté byly tisíce zabity, popraveny nebo bezdomovci. Historička Barbara Jelavich odhaduje, že bylo zničeno asi devět tisíc domů,  a byly vyrobeny tisíce uprchlíků. Podle Georgi Khadzieva bylo spáleno 201 vesnic a 12 400 domů, zabito 4 694 lidí, přičemž asi 30 000 uprchlíků uprchlo do Bulharska.

## Dědictví
Zobrazení povstání pozdějšími historiky často odrážejí probíhající národní aspirace. Historici ze Severní Makedonie je považují za součást snahy o nezávislý stát, kterého nakonec dosáhl jejich vlastní nový národ. Ve skutečnosti existuje jen velmi malá historická kontinuita od povstání po moderní stát, ale makedonské zdroje mají tendenci zdůrazňovat počáteční cíle politické autonomie, když byla založena IMARO. Supremacistická frakce prosazovala, aby se povstání uskutečnila v létě roku 1903, zatímco levé křídlo se zasazovalo o více času a více plánování. Historici z Bulharska zdůrazňují nepochybný bulharský charakter rebelů, ale mají tendenci bagatelizovat kroky k politické autonomii, které byly před povstáními součástí organizace IMARO.  Západní historici obecně odkazují jednoduše na ilindenské povstání, které označuje datum, kdy povstání začalo. V Bulharsku je běžnější odkazovat na povstání Ilinden-Preobrazhenie, které dává rovné postavení činnostem zahájeným v Preobrazhenie poblíž bulharského pobřeží Černého moře a omezuje zbytečné zaměření na makedonský region. Některé zdroje je považují za dvě související, ale odlišné povstání, a jmenují je Ilindenské povstání a Preobraženské povstání. Bulharské zdroje mají tendenci zdůrazňovat kroky v rámci IMARO k hegemonii s Bulharskem, jak je prosazují supremacistické a pravicové frakce.
Vůdci ilindenského povstání jsou v Severní Makedonie oslavováni jako hrdinové. Jsou považováni za makedonské vlastence a za zakladatele úsilí o makedonskou nezávislost v Makedonii.  Jména revolucionářů IMARO jako Gotse Delchev, Pitu Guli, Dame Gruev a Yane Sandanski byla zahrnuta do textů hymny Socialistické republiky Makedonie Denes nad Makedonija („Dnes nad Makedonií“). Existují města pojmenovaná podle vůdců v Bulharsku i Severní Makedonii. Dne 2. srpna je v Severní Makedonii státní svátek, známý jako Den republiky který jej považuje za den své první státnosti v moderní době. Je to také datum, kdy byla v roce 1944 v ASNOM vyhlášena Makedonská lidová republika jako ústavodárná republika Socialistické federativní republiky Jugoslávie. Událost ASNOM se nyní v Severní Makedonii označuje jako „Second Ilinden“, ačkoli neexistuje přímá souvislost s událostmi z roku 1903. V Bulharsku jsou dny Ilinden a Preobrazhenie jako výročí povstání veřejně oslavovány na místní úrovni, zejména v regionech Pirin Makedonie a Severní Thrákie.

## Čest

### V Bulharsku
- Vesnice Ilindentsi v obci Strumyani v provincii Blagoevgrad je pojmenována po povstání
- Vesnice Preobrazhentsi v obci Ruen v provincii Burgas je pojmenována po povstání
- Vesnice Ilinden v obci Hadžidimovo v provincii Blagoevgrad je pojmenována po povstání
- Ilinden, Sofie je čtvrť Sofie, která se nachází v západních částech města, pojmenovaná po povstání
- OMO Ilinden-Pirin, etnická makedonská organizace v Bulharsku
- Ilinden (organizace) byla veteránská nepolitická organizace založená bulharskými uprchlíky z Makedonie.

### V Severní Makedonie
- Obec Ilinden v regionu Skopje
- Ilinden, sídlo obce Ilinden
- Ilinden je vrchol na hoře Baba v národním parku Pelister[27]
- FK Ilinden 1955 Bašino, fotbalový klub poblíž Veles
- FK Ilinden Skopje, fotbalový klub v obci Ilinden

### Někde jinde
Vrchol Ilinden na ostrově Greenwich na ostrovech Jižní Shetlandy, Antarktida je pojmenována po povstání